# Велике стискання

Велике стискання

Велике стискання (англ. Big Crunch) — один з можливих сценаріїв майбутнього Всесвіту, в якому розширення Всесвіту з часом змінюється на стискання і Всесвіт колапсує, урешті-решт перетворюючись на сингулярність.

## Огляд
Якщо Всесвіт скінчений у просторі і космологічний принцип не застосовується, а швидкість розширення не перевищує швидкість втечі, то спільне гравітаційне тяжіння всієї речовини врешті-решт змусить Всесвіт стискатися. Внаслідок ентропії, що продовжує зростати в фазі стиснення, картина стиснення буде значно відрізнятися від оберненого в часі розширення[джерело?]. У той час, як ранній Всесвіт був однорідним, Всесвіт, що стискається, буде розбиватися на окремі ізольовані групи. Зрештою, вся речовина колапсує в чорні діри, які потім будуть зростатися, утворюючи в результаті єдину чорну діру (сингулярність Великого стиснення).
Стала Габбла визначає поточний стан розширення Всесвіту, а сила гравітації залежить від щільності і тиску матерії у Всесвіті або, іншими словами, критичної щільності Всесвіту. Якщо густина Всесвіту більше критичної, то гравітаційні сили зупинять розширення Всесвіту, і він почне стискатися. Якщо ж густина Всесвіту менше критичної, Всесвіт буде продовжувати розширюватися і сил гравітації буде недостатньо, щоб зупинити це розширення. Цей сценарій розвитку призведе до результату, відомому як теплова смерть Всесвіту, коли Всесвіт остигає у міру розширення і досягає стану ентропії. Деякі теорії говорять, що Всесвіт може стиснутися до стану, з якого він почався, а потім буде новий Великий вибух, і такі цикли стиснення-розширення триватимуть вічно.
Останні експериментальні свідоцтва (спостереження далеких наднових як об'єктів стандартної світності, а також ретельне вивчення реліктового випромінювання) приводять до висновку, що розширення Всесвіту не сповільнюється гравітацією, а навпаки, прискорюється. Однак, внаслідок природи темної енергії, вплив якої на це прискорення невідомий, можливо, що коли-небудь воно зумовить і стиснення.